# Nosodendron leechi
Nosodendron leechi är en skalbaggsart som beskrevs av Reichardt 1976. Nosodendron leechi ingår i släktet Nosodendron och familjen almsavbaggar. Inga underarter finns listade i Catalogue of Life.